# محطة قطارات المعقل
محطة قطارات المعقل هي محطة القطارات الرئيسية في البصرة وتقع في منطقة المعقل. و يتم منها تسيير رحلات منتظمة إلى المحافظات العراقية الأخرى باتجاه بغداد تحت رعاية الشركة العامة لسكك الحديد العراقية.